# عبد الله بن بسر
عبد الله بن بُسر المازني وَقيل: السلمي، وقيل: الحمصي، وقيل: السلمي المازني؛ مِنْ مازن بن منصور أخو بني سليم، وقيل من مازن الأنصار.

## أحاديثه
له أحاديث قليلة وصحبة يسيرة، ولأخويه عطية والصماء ولأبيهم صحبة. حدث عنه: محمد بن عبد الرحمن اليحصبي، وراشد بن سعد، وخالد بن معدان، وأبو الزاهرية، وسليم بن عامر، ومحمد بن زياد الألهاني، وحسان بن نوح، وصفوان بن عمرو، وحريز بن عثمان الحمصيون، ويونس بن ميسرة. أحاديثه مروية في الكتب الستة.

## جهاده
غزا جزيرة قبرص مع معاوية بن أبي سفيان في دولة عثمان بن عفان. قال البغوي: حدثنا زياد بن أيوب، حدثنا ميسرة، حدثنا حريز بن عثمان قال: «رأيت عبد الله بن بسر وثيابه مشمرة، ورداؤه فوق القميص، وشعره مفروق يغطي أذنيه، وشاربه مقصوص مع الشفة، كنا نقف عليه، ونتعجب».
قال صفوان بن عمرو: رأيت في جبهة عبد الله بن بسر أثر السجود.
قال إبراهيم بن محمد بن زياد الألهاني: عن أبيه، عن عبد الله بن بسر؛ أن رسول الله ﷺ قال له: يعيش هذا الغلام قرنا. قال: فعاش مائة سنة. سمعه شريح بن يزيد الحضرمي منه.
قال عصام بن خالد: حدثنا الحسن بن أيوب الحضرمي قال: أراني عبد الله بن بسر شامة في قرنه، فوضعت أصبعي عليها، فقال: وضع رسول الله ﷺ أصبعه عليها، ثم قال: «لتبلغن قرنا».
رواه أحمد في «المسند» جنادة بن مروان: حدثنا محمد بن القاسم الحمصي، سمع عبد الله بن بسر قال: أكل رسول الله ﷺ عندنا حيسا، ودعا لنا. ثم التفت إلي وأنا غلام، فمسح على رأسي، ثم قال: «يعيش هذا الغلام قرنا فعاش مائة».
روى نحوه سلمة بن حواس: عن محمد بن القاسم؛ أنه كان مع ابن بسر في قريته، وزاد فيه: فقلت: يا رسول الله! كم القرن؟ قال: «مائة سنة».
وفي «صحيح البخاري» لحريز بن عثمان أنه سأل عبد الله بن بسر؛ أكان النبي ﷺ شيخا؟ قال: كان في عنفقته شعرات بيض.

## وفاته
قال يحيى بن صالح الوحاظي: حدثتنا أم هاشم الطائية قالت: رأيت عبد الله بن بسر يتوضأ، فخرجت نفسه - .
قال الواقدي: مات سنة ثمان وثمانين وهو آخر من مات من الصحابة بالشام. قال: وله أربع وتسعون سنة. وكذا أرخه في سنة ثمان وثمانين جماعة. وقال أبو زرعة الدمشقي مات قبل سنة مائة وقال عبد الصمد بن سعيد الحافظ: توفي سنة ست وتسعين. وقال يزيد بن عبد ربه الجرجسي: توفي في إمرة سليمان بن عبد الملك.